# Порту Б
«Порту Б» (порт. Futebol Clube do Porto B) — португальський футбольний клуб з міста Порту, фарм-клуб «Порту», заснований 1999 року. Найвищий результат — перше місце у Сегунді сезону 2015/16.
Як резервна команда, клуб не може виступати в тому ж підрозділі, що і їх основна команда, і, таким чином, не мають права вийти у вищий дивізіон Португалії. Крім того, вони не можуть брати участь у інших національних турнірах, Кубку Португалії та Кубку Лізі. Окрім того у заявці команди має бути принаймні десять гравців, що перебували в академії «Порту» принаймні три сезони у віці від 15 до 21 року.

## Історія
Заснований 1999 року як фарм-клуб «Порту» і виступав до 2006 року у третьому за рівнем дивізіон Португалії, після чого був виключений з структури чемпіонаті Португалії. Причиною цього стало те, що з 2007 року став розігруватись окремий чемпіонат Португалії серед резервних команд і резервні команди втратили право брати участь у чемпіонаті.
2011 року турнір резервних команд було скасовано і в кінці сезону 2011/12 сім клубів вищого дивізіону Португалії, серед яких і «Порту», виявили бажання включити свої резервні команди до Сегунди, другого за рівнем дивізіону країни. В підсумку шість команд, серед яких і «Порту Б», отримали місце у Сегунді на сезон 2012/13, в результаті чого кількість команд у дивізіоні була збільшена з 16 до 22.
У сезоні 2015/16 клуб виграв другий дивізіон, значною мірою завдяки молодому вихованцю Андре Сілві, який забив 14 голів і став найкращим бомбардиром команди.

## Досягнення
- Сегунда-Ліга

Чемпіони (1): 2015–16
Віце-чемпіони (1): 2013–14
- Міжнародний кубок Прем'єр-ліги

Чемпіони (1): 2016–17, 2017–18
Віце-чемпіони (1): 2014–15
- Кубок В'єтнасмської федерації футболу[en]

Чемпіони (1): 2004

## Статистика

### Сезони
| Сезон     | Див.     | М  | І  | В  | Н  | П  | ГЗ | ГП | О  | Найкращий бомбардир           | Голів |
| --------- | -------- | -- | -- | -- | -- | -- | -- | -- | -- | ----------------------------- | ----- |
| 1999–00   | 2Д (ІІІ) | 3  | 34 | 14 | 10 | 10 | 53 | 43 | 52 | Педраш                        | 13    |
| 2000–2001 | 2Д (ІІІ) | 3  | 38 | 18 | 10 | 10 | 74 | 52 | 64 | Елдер Поштіга                 | 10    |
| 2001–2002 | 2Д (ІІІ) | 3  | 38 | 19 | 13 | 6  | 67 | 33 | 70 | Педру Олівейра                | 11    |
| 2002–2003 | 2Д (ІІІ) | 3  | 38 | 20 | 9  | 9  | 70 | 39 | 69 | Угу Алмейда                   | 16    |
| 2003–2004 | 2Д (ІІІ) | 4  | 36 | 16 | 10 | 10 | 56 | 33 | 58 | Бруно Мораес                  | 11    |
| 2004–2005 | 2Д (ІІІ) | 5  | 38 | 20 | 6  | 12 | 63 | 33 | 66 | Акош Бужакі                   | 9     |
| 2005–2006 | 2Д (ІІІ) | 6  | 26 | 10 | 8  | 8  | 28 | 27 | 38 | Елдер Барбоза                 | 6     |
| 2012–2013 | СЛ (ІІ)  | 14 | 42 | 13 | 15 | 14 | 49 | 50 | 54 | Деллаторре                    | 11    |
| 2013–2014 | СЛ (ІІ)  | 2  | 42 | 23 | 8  | 11 | 59 | 42 | 77 | То Зе                         | 21    |
| 2014–2015 | СЛ (ІІ)  | 13 | 46 | 17 | 10 | 19 | 66 | 64 | 61 | Фредерік Масіел               | 13    |
| 2015–2016 | СЛ (ІІ)  | 1  | 46 | 26 | 8  | 12 | 84 | 52 | 86 | Андре Сілва                   | 14    |
| 2016–2017 | СЛ (ІІ)  | 12 | 42 | 16 | 12 | 14 | 52 | 49 | 60 | Галено                        | 10    |
| 2017–2018 | СЛ (ІІ)  | 7  | 38 | 18 | 4  | 16 | 50 | 55 | 58 | Андре Перейра Федеріко Варела | 8     |

## Тренери
| Ім'я                 | З             | По            | І   | В  | Н  | П  | ГЗ  | ГП  | В%    | Досягнення                       | Прим          |
| -------------------- | ------------- | ------------- | --- | -- | -- | -- | --- | --- | ----- | -------------------------------- | ------------- |
| Фернанду Бандейрінья | червень 1999  | липень 2000   | 34  | 14 | 10 | 10 | 53  | 43  | 41,18 |                                  | [ 4 ] [ 5 ]   |
| Ілідіо Вале          | липень 2000   | липень 2004   | 150 | 73 | 42 | 35 | 267 | 157 | 48,67 |                                  | [ 6 ] [ 7 ]   |
| Домінгуш Пасієнсія   | липень 2004   | червень 2005  | 38  | 20 | 6  | 12 | 63  | 33  | 52,63 |                                  | [ 8 ] [ 9 ]   |
| Алоїзіо Пірес Алвес  | червень 2005  | травень 2006  | 26  | 10 | 8  | 8  | 28  | 27  | 38,46 |                                  | [ 10 ] [ 11 ] |
| Руй Гомеш            | червень 2012  | травень 2013  | 42  | 13 | 15 | 14 | 49  | 50  | 30,95 |                                  | [ 12 ] [ 13 ] |
| Луїш Каштру          | липень 2013   | березень 2014 | 32  | 18 | 6  | 8  | 39  | 26  | 56,25 |                                  | [ 14 ] [ 15 ] |
| Жозе Гільєрмі        | березень 2014 | травень 2014  | 10  | 5  | 2  | 3  | 20  | 16  | 50,00 |                                  | [ 16 ] [ 17 ] |
| Луїш Каштру          | травень 2014  | листопад 2016 | 118 | 54 | 24 | 40 | 184 | 150 | 45,76 | Чемпіон Сегунди                  | [ 18 ]        |
| Жозе Тавареш         | листопад 2016 | грудень 2016  | 8   | 3  | 2  | 3  | 10  | 10  | 37,50 |                                  | [ 19 ] [ 20 ] |
| Антоніу Фолья        | грудень 2016  | червень 2018  | 68  | 36 | 9  | 23 | 96  | 79  | 52,94 | 2 Міжнародних кубка Прем'єр-ліги | [ 21 ] [ 22 ] |
| Руй Барруш           | червень 2018  |               | 10  | 1  | 2  | 7  | 9   | 21  | 10,00 |                                  | [ 23 ] [ 24 ] |